# Cimetière de Zōshigaya
Le cimetière de Zōshigaya (雑司ヶ谷霊園, Zōshigaya Reien) est un cimetière public situé à Zōshigaya (en), à Toshima, un des arrondissements spéciaux formant Tokyo, au Japon.
Fondé par le gouvernement métropolitain de Tokyo en 1874, d'une superficie de 10 hectares, il contient les tombes de nombreuses personnes célèbres comme le peintre Ogata Gekkō, les écrivains Kyōka Izumi, Nagaï Kafû,Lafcadio Hearn, Natsume Sōseki et Matsutarō Kawaguchi, l'homme politique Katō Hiroyuki, l'interprète Nakahama Manjirō ou encore l'homme d'État Hideki Tōjō.